# ジェームズ・デューゼンベリー
ジェームズ・デューゼンベリー（James Stemble Duesenberry、1918年7月18日 - 2009年10月5日）は、ウェストバージニア州プリンストンで生まれたアメリカの経済学者。
ハーバード大学教授であり、専門は貨幣および銀行論、マクロ経済学であった。歯止め（ラチェット）効果とデモンストレーション効果を基本とする相対所得仮説、金融的要因を重視する景気循環理論、アメリカの計量経済モデルの開発などの研究に尽力した。

## 略歴
- 1918年 ウェストバージニア州プリンストンで生まれる。
- ニューヨーク州バッファローのBennett高校に通う。
- 1939年 ミシガン大学を卒業する（B.A.）。
- 1939年 - 1941年 ミシガン大学の助手として働く。
- 1941年 ミシガン大学でM.A.を取る。
- 1941年 Social Science Research Councilのフェローとなる。
- 第2次世界大戦のもと空軍で統計学者として働き、大尉となる。
- 1946年 MITで専任講師を始めると同時に、ハーバード大学でティーチング・フェローとなる。
- 1948年 ミシガン大学よりPh.D.を受ける。
- 1948年 - 1953年 ハーバード大学の准教授となる。
- 1953年 - 1955年 ハーバード大学の上級准教授となる。
- 1955年 - 1989年 ハーバード大学の教授となる。
- 1966年 - 1968年 ジョンソン政権の大統領経済諮問委員会のメンバーとなる。
- 1969年 - 1974年 ボストン連邦準備銀行理事会議長を務める。
- 1972年 - 1977年 ハーバード大学経済学部長を務める。
- 1984年 神戸大学客員教授となる。
- 1989年 ハーバード大学名誉教授となると同時に、ハーバード大学国際開発研究所（HIID）のコンサルタントに就任する。
- 2009年 マサチューセッツ州ベルモントで死去。

## 業績
- 消費理論では、ラチェット効果とデモンストレーション効果を重視して相対所得仮説を展開した。
- 景気循環理論では、金融的要因を重視する乗数・加速度モデルを提唱した。
- 計量経済モデルでは、ブルッキング・モデルを中心に開発・運用を行った。

## 主要著作

### 日本語訳
- 『所得・貯蓄・消費者行為の理論』（現代経済学選書）、大熊一郎訳、巌松堂出版、1955年（改訳版1964年）
- 『景気循環と経済成長』、馬場正雄訳、好学社、1965年
- 『貨幣と信用』（現代経済学叢書）、貝塚啓明訳、東洋経済新報社、1966年
- 『新展開・日米経済：均衡ある発展を求めて』、近藤鉄雄編、J.S.デューゼンベリー他著、TBSブリタニカ、1989年

### 原書
- Income, Saving, and the Theory of Consumer Behavior, 1949年（『所得・貯蓄・消費者行為の理論』）
- Business Cycles and Economic Growth, 1957年（『景気循環と経済成長』）
- Cases and Problems in Economics, with Lee E. Preston, 1960（『経済学における事例と課題』）
- Money and Credit: Impact and Control, 1964（『貨幣と信用』）
- The Brookings Model: Further Results, 共編, 1969（『ブルッキングス・モデル　増補版』）
- Capital Needs in the Seventies, with Barry Bosworth and Andrew S. Carron, 1975（『70年代における資本の必要性』）
- Money, Banking, and Economy, with Thomas Mayer and Robert Zelwin Aliber, 1981(6th ed. 1996)（『貨幣・銀行と経済』）

## 関連文献
- 梅穎豪「消費の経済理論の形成と消費関数論争」『現代社会文化研究』第21巻、新潟大学大学院現代社会文化研究科、2001年8月、267-282頁、CRID 1050001339226672512、hdl:10191/1005、ISSN 13458485。